# Luan Krasniqi
Luan Krasniqi, född den 10 maj 1971, i Junik, Kosovo, är en före detta professionell kosovoalbansk boxare. Luan boxades för Tyskland.
1995 deltog Luan i turneringen 1995 World Amateur Boxing Championships och tog en silvermedalj. Samma år tog han tog guld i tungvikt i Internationella Chemie Cup Tournament.
Han vann Världsmästartiteln när han knockade Lennon Lewis i 8 ronden, och han har T.O.M vunnit WTC Titeln mot Evander Holiefield